# Skrzydelnikowate
Skrzydelnikowate, skrzydelniki (Strombidae) – rodzina ślimaków morskich z rzędu Littorinimorpha. Jedna z najbardziej rozpowszechnionych rodzin ślimaków na świecie. Liczy ponad 130 gatunków żyjących i ponad 100 kopalnych, zebranych w ponad 40 rodzajach. Rodzajem typowym jest Strombus.

## Budowa skrzydelników i ich muszli
Większość muszli ma średnie i duże rozmiary, są grubościenne, ze stożkowatą, wysoką skrętką. Wyraźny jest dymorfizm płciowy, który polega na wytwarzaniu przez samice większych i bardziej okazałych muszli. Muszle poszczególnych rodzajów różnią się znacznie kształtem, ale wszystkie mają:
- poszerzony ostatni skręt i długie, wąskie ujście
- grubą wargę zewnętrzną, często różnie ubarwioną, w kształcie skrzydła lub z ostrymi wypustkami
- przy bardziej oddalonym od wierzchołka końcu wargi znajduje się tzw. stromboidalne wcięcie, przez które żyjący osobnik może wysuwać osadzone na słupkach oczy.

Wieczko zbudowane z konchioliny jest małe i wąskie, brązowe, wyglądem przypomina pazur, jego powierzchnia może być karbowana lub żłobkowana. Wieczko służy nie tyle do zasłaniania ujścia, ile jako narzędzie pomocne przy poruszaniu się (skrzydelniki odpychają się nim od podłoża). Drugim udogodnieniem, pomocnym w czasie ruchu, jest podział nogi na dwie części: zwykle na mniejszą część przednią i część tylną zaopatrzoną w wieczko. Dzięki tym przystosowaniom gatunki np. z rodzaju Strombus uzyskały możliwość skokowego poruszania się. Strombidae są roślinożerne, żywią się głównie algami i detrytusem. Młode ślimaki niewiele różnią się między sobą, ponieważ nie wytwarzają charakterystycznego skrzydła i wypustek, a krawędź wargi zewnętrznej jest cienka i krucha.

## Występowanie
Zwierzęta te żyją na podłożu piaszczystym lub mulistym w pobliżu raf koralowych strefy litoralnej. W porze rozrodu samice składają jaja w postaci galaretowatych pasm. Mięso tych ślimaków jest cenionym wykwintnym przysmakiem, a z muszli produkuje się trąbki i ozdoby. Niektóre gatunki wytwarzają różowe perły.

## Podział systematyczny
Do rodziny skrzydelnikowatych należą następujące rodzaje:

- Alatostrombus Raven, 2021 †
- Aliger Thiele, 1929
- Antestrombus S.J. Maxwell, Dekkers, Rymer & Congdon, 2020 †
- Austrombus S.N. Nielsen, 2005 †
- Barneystrombus Blackwood, 2009
- Canarium Schumacher, 1817
- Conomurex P. Fischer, 1884
- Dolomena Wenz, 1940
- Dominus Dekkers & S.J. Maxwell, 2020
- Doxander Wenz, 1940
- Edpetuchistrombus S.J. Maxwell, Dekkers, Rymer & Congdon, 2020 †
- Euprotomus Gill, 1870
- Europrotomus Kronenberg & Harzhauser, 2012 †
- Fusistrombus Bandel, 2007
- Gibberulus Jousseaume, 1888
- Harpago Mörch, 1852
- Jogjacartanus K. Martin, 1931 †
- Labiostrombus Oostingh, 1925
- Laevispira Raven, 2021 †
- Laevistrombus Abbott, 1960
- Lambis Röding, 1798 – w j. polskim zwane szponiatkami
- Latissistrombus Bandel, 2007
- Lentigo Jousseaume, 1886
- Lobatus [Swainson], 1837
- Macrostrombus Petuch, 1994
- Maculastrombus Liverani, Dekkers & S.J. Maxwell, 2021
- Ministrombus Bandel, 2007
- Mirabilistrombus Kronenberg, 1998
- Neodilatilabrum Dekkers, 2008
- Ophioglossolambis Dekkers, 2012
- Persististrombus Kronenberg & H.G. Lee, 2007
- Platyoptera Conrad in Wailes, 1854 †
- Spinatus Dekkers, Liverani, Ćorić, S.J. Maxwell & Landau, 2020 †
- Striatostrombus Dekkers & S.J. Maxwell, 2018 †
- Stromboconus De Gregorio, 1896 †
- Strombus Linnaeus, 1758
- Terestrombus Kronenberg & Vermeij, 2002
- Thersistrombus Bandel, 2007
- Thetystrombus Dekkers, 2008
- Titanostrombus Petuch, 1994
- Tricornis Jousseaume, 1886
- Tridentarius Kronenberg & Vermeij, 2002
- Volutostrombus Garvie, 2013 †

## Galeria

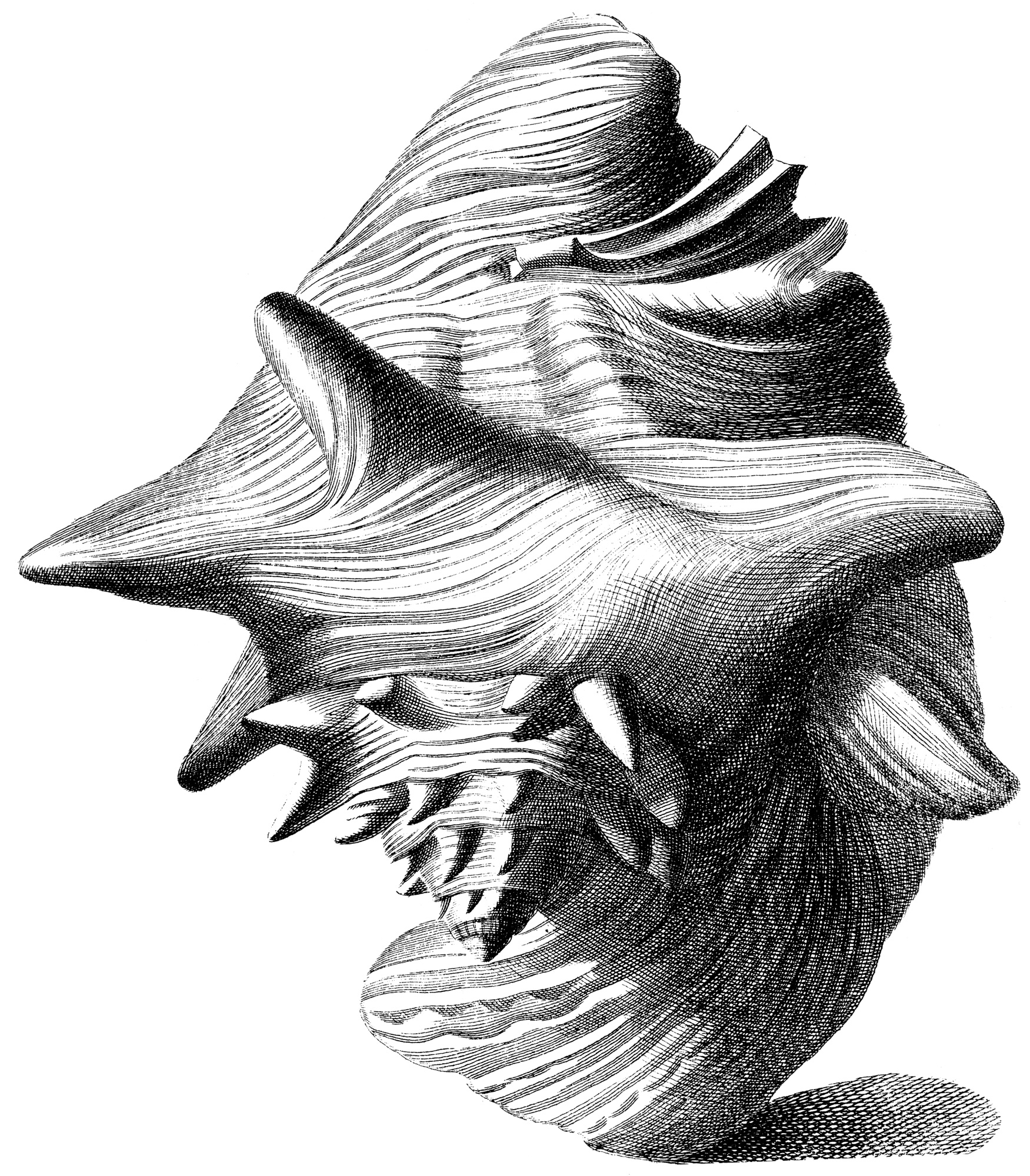
Muszla Strombus gigas na sztychu z Index Testarum Conchyliorum (1742) autor: Niccolò Gualtieri
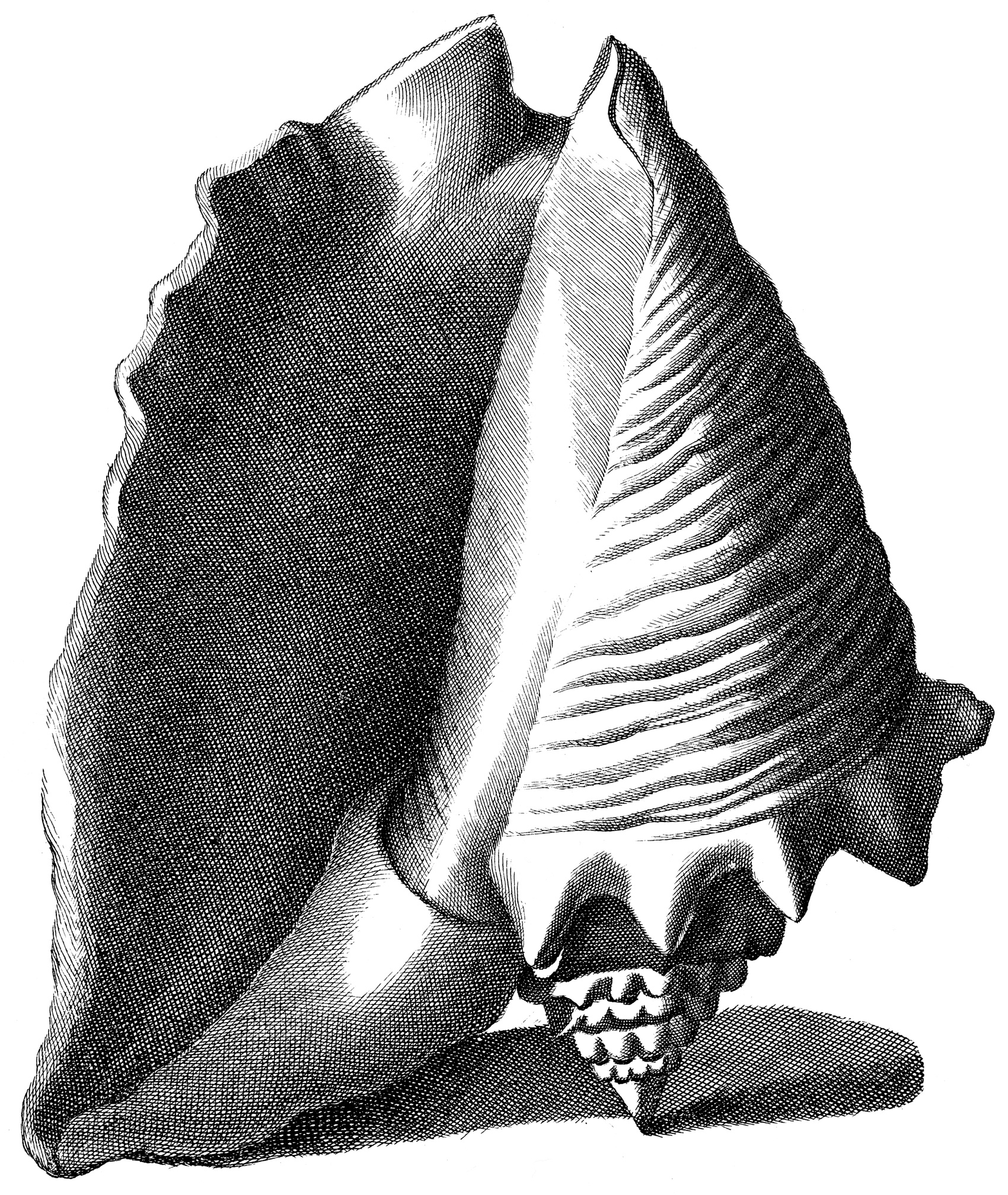
Muszla Strombus gigas na sztychu z Index Testarum Conchyliorum (1742) autor: Niccolò Gualtieri
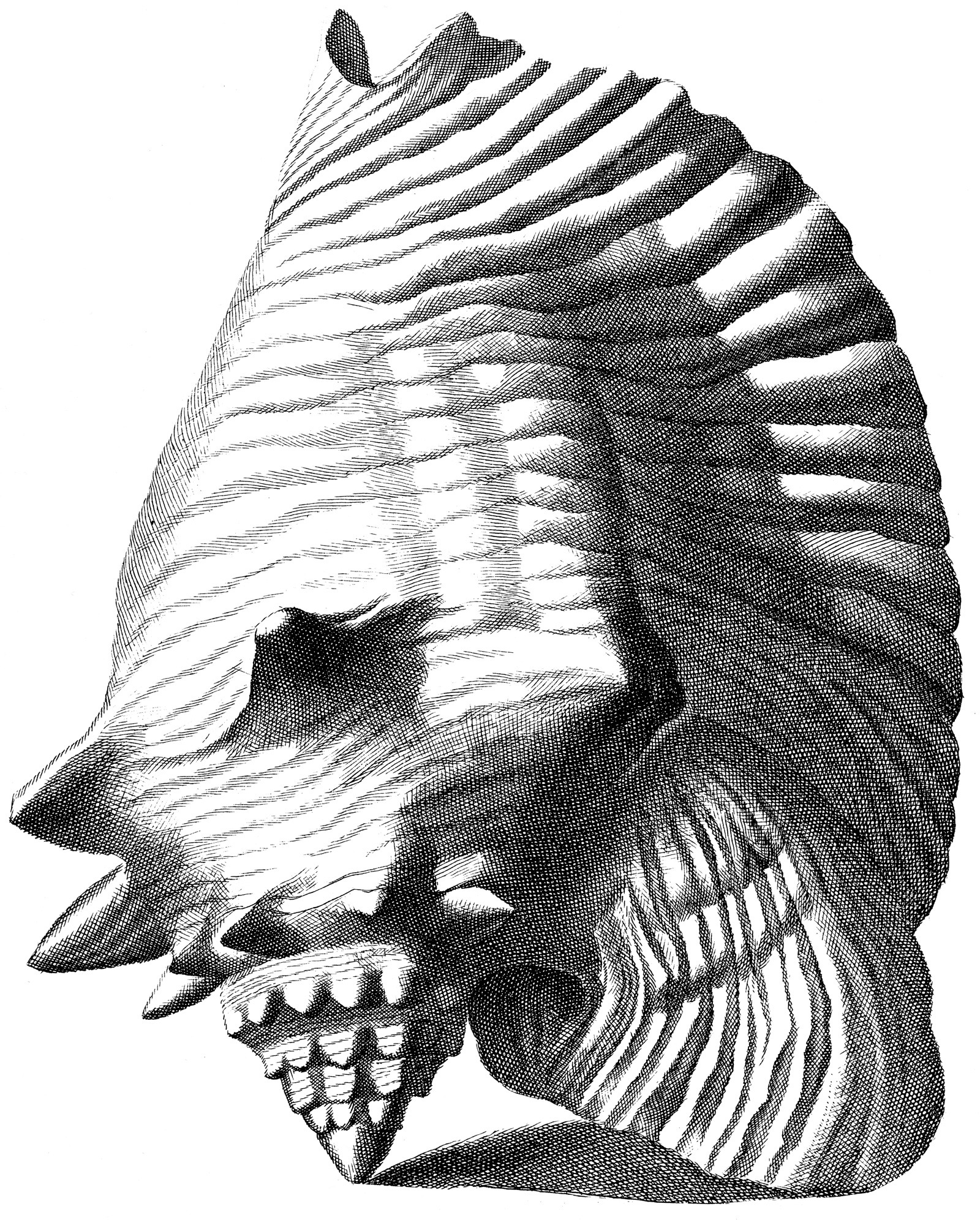
Muszla Strombus gigas na sztychu z Index Testarum Conchyliorum (1742) autor: Niccolò Gualtieri
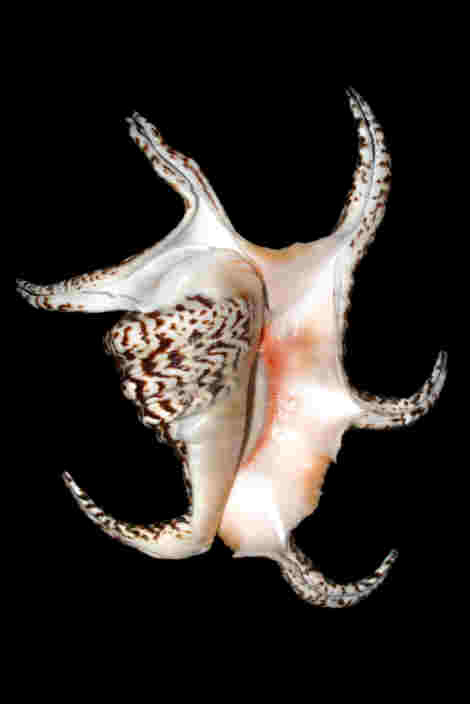
Muszla szponiatki Harpago chiragra – według japońskich podań ma ona moc odpędzania złych duchów